# Kocsenda Antal
Kocsenda Antal (Soltvadkert, 1928. július 17. – Kiskunfélegyháza, 2016. december 3.) magyar gépésztechnikus, politikus, országgyűlési képviselő.

## Életpályája

### Iskolái
Az elemi iskolát szülővárosában végezte el, 1940–1944 között Budapesten járt polgári iskolába. 1962–1966 között gépésztechnikus oklevelet szerzett a budapesti VI. sz. Általános Gépipari és Közlekedési Gépészeti Technikumban. 

### Pályafutása
1946–1948 között a Soltvadkerti Községi Elöljáróságon közellátási adminisztrátor volt; politikai megbízhatatlanság miatt elbocsátották. 1950–1955 között a kecskeméti Magasépítő Vállalatnál előadóként dolgozott. 1955–1957 között a Bács-Kiskun Megyei Építőipari Egyesületnél előadóként tevékenykedett. 1958–1959 között a budapesti Kereskedelmi Hűtőgépgyárban betanított munkás volt. 1959–1988 között a Mahart-nál szerelő volt, majd a hűtőgépszerelő részleg vezetője lett. 1988-ban nyugdíjba vonult.

### Politikai pályafutása
1945-től a Független Ifjúság járási, 1947-től megyei titkára volt. 1947-től az FKGP tagja volt. 1956-ban az FKGP soltvadkerti titkára volt. 1957-ben büntetőeljárás indult ellene, ezért egy évig bujkálnia kellett Budapesten. 1988-ban az FKGP egyik újjászervezője volt. 1989–1990 között az FKGP Bács-Kiskun megyei szervezetének elnöke, valamint a párt polgári tagozatának szervezője volt. 1990–1991 között az FKGP országos alelnöke volt. 1990–1994 között országgyűlési képviselő (Bács-Kiskun megye; 1990–1991: FKGP; 1991–1993: 36-ok; 1993–1994: EKGP) volt. 1990–1994 között a Külügyi bizottság tagja volt. 1994-ben országgyűlési képviselőjelölt volt. 1996-tól az EKGP alelnöke volt. 

## Családja
Szülei: Kocsenda Antal és Magyari Mária voltak. 1950-ben házasságot kötött Oszvald Jolánnal. Két gyermekük született: Géza (1950) és Ágnes (1953).

## Díjai
- Dr. Szobonya Zoltán emléklap (2016)[5]